# Charles Coutel
Pour les articles homonymes, voir Coutel.
Charles Coutel, né le 10 décembre 1871 à Lille (Nord) et mort le 11 août 1948 dans la même ville, est un homme politique français.

## Biographie
Coupeur en confection, puis employé de commerce, il est militant syndical, fondant des cours professionnels gratuits. Président du conseil des prud'hommes de Lille, il est conseiller municipal de Lille en 1908. Il est député du Nord de 1926 à 1936, inscrit au groupe de l'Union républicaine et démocratique, puis à la Fédération républicaine. Il a été membre du conseil supérieur du travail.

## Sources
- « Charles Coutel », dans le Dictionnaire des parlementaires français (1889-1940), sous la direction de Jean Jolly, PUF, 1960 [détail de l’édition]